# Kármán József (református lelkész)
Kármán József (Újverbász, 1825. január 21. – Újverbász, 1915. március 26.) református lelkész.

## Családja
Kármán Pál alesperes lelkész és Búzás Zsófia fia (öregatyja Kármán János diósjenői lelkész volt Bars megyében és Kármán József püspök testvére). Kármán Pál református lelkész és Kármán Lajos ügyvéd és országgyűlési képviselő testvére.

## Élete
Tanult az újverbászi és halasi algimnáziumban és hat évig a kecskeméti kollégiumban; itt ismerkedett meg Petőfivel és Jókaival; utóbbinak mint jogász 1843-44-ben tanulótársa volt és később is baráti viszony kötötte hozzá. A teologiának bevégzése után 1846 ősszel Lovasberénybe ment akadémikus rektornak, ahol két évig működött. 1848-ban Fehér megyei bizottsági taggá és lovasberényi nemzetőrök kapitányává választották meg; 1849-ben Perczel Mór táborában volt élelmezési biztos, később Guyon táborában. A világosi katasztrófa előtt három nappal egész tábori élelmezését elfoglalták Schlick dragonyosai Vingán. 1850-ben atyja mellett kápláni minőségben működött; azonban még azon évben lemondott a papi pályáról és Pestre ment Széher Mihály ügyvéd irodájába. Cziráky János országbíró rábeszélésére a bírói vizsgára készült és az év végén haza ment; egyszersmind az ottani járásbíróságnál segédkezett. Fél év múlva kinevezték auskultánsnak (kisegítő bíró). Majd Újvidékre helyezték át, ahol három évig működött. Ekkor (1854. július) meghalt atyja és az újverbásziak kérésére, de különösen anyja unszolására ismét a papi pályára lépett és újverbászi lelkész lett, elsőben mint adminisztrátor, 1856-ban pedig, midőn a második papi vizsgát is letette, Báthory Gábor helyettes szuperintendens rendes lelkésznek erősítette meg. Nagyobb utazásokat tett Nyugat-Európában és meglátogatta a párizsi kiállítást. Tátrafüreden, ahol több ízben volt, jótékony célra humorisztikus szabad előadásokat tartott. Korábbi időben az újverbászi gimnáziumban elvállalta, díjtalanul, a történelem tanítását. Létesítette az óverbászi leányegyházat és Újverbászon az óvó-iskolákat.
Cikkeket írt a Vasárnapi Ujságba (1856. 38. sz.), a Protestáms Egyházi és Iskolai Lapba (1878. Tapasztalataim: külföldi utazásaimból és a lelkészi életből, 1881-1882., 1886., 1890. Az első protestáns egyház és lelkész Boszniában); a Protestáns Papnak is munkatársa volt.

## Munkája
- A babonáról Kardos tanító és Mihály gazda. Zombor, 1877.